# عماد شرقی
عماد شرقی تاجر ایرانی-آمریکایی و معاون بین‌الملل هلدینگ سرآوا بود. او از ۲۳ آوریل ۲۰۱۸ تا ۱۸ سپتامبر ۲۰۲۳ به مدت ۵ سال در ایران زندانی بود.

## زندگی شخصی
او در ایران زاده شده و از کودکی در آمریکا زندگی و تحصیل کرد. عماد شرقی کارشناسی اقتصاد را از دانشگاه مریلند و کارشناسی ارشد از دانشگاه جرج واشینگتن گرفت. او پیش از سفر به ایران سال‌ها در امارات متحده عربی و در یک شرکت فروش هواپیماهای جت خصوصی کار کرده‌بود.
همسر او بهاره عمیدی است. این زوج دو دختر دارند.

## هلدینگ سرآوا
شبکه ان‌بی‌سی به اعلام کرده که گزارش رسانه‌های ایران دربارهٔ معاونت عماد شرقی در هلدینگ سرآوا دقیق نیست و او تنها برای مدت چند ماه تا زمان دستگیری در سال ۲۰۱۸ با آن شرکت همکاری داشته‌است. شرکت سرآوا در بیانیه‌ای گفته که عماد شرقی شرقی از خرداد ۱۳۹۶ تا اردیبهشت ۱۳۹۷ به عنوان مشاور با این شرکت همکاری داشته‌است.

## دستگیری
عماد شرقی در ۲۳ آوریل ۲۰۱۸ به همراه همسرش در سفری به ایران توسط مأموران اطلاعات سپاه بازداشت و در زندان اوین نگهداری شد. در هنگام صبح نزدیک به ۱۵ مأمور سازمان اطلاعات سپاه به خانه آنها حمله‌ور شدند. آنها همه اسناد موجود در خانه را بررسی کردند و سپس عماد شرقی را بدون توضیح با خود بردند.
سپس دادگاه انقلاب برای او قرار منع تعقیب صادر کرد و عماد شرقی در ماه دسامبر همان سال آزاد شد. اما تاکنون گذرنامه او را پس نداده‌اند و شرقی به‌ناچار در ایران ماند.
عماد شرقی در ۹ آبان ۱۳۹۹ به دادگاه تهران منتقل شد و ابوالقاسم صلواتی بدون محاکمه به او گفته که به اتهام جاسوسی مجرم شناخته شده و به ۱۰ سال زندان محکوم شده‌است.
در آوریل ۲۰۲۲ آنتونی بلینکن خواستار آزادی فوری عماد شرقی شد.

## آزادی از زندان
در سال ۲۰۲۳ ایران و آمریکا با میانجی‌گری قطر توافق کردند که پنج ایرانی-آمریکایی زندانی در ایران از جمله عماد شرقی را با پنج ایرانی زندانی در آمریکا مبادله کنند و حدود ۶ میلیارد دلار پول نفت ایران که در بانک‌های کره‌جنوبی به دلیل تحریم‌ها مسدود شده بود، به بانک‌های قطر منتقل کنند. سیامک نمازی، عماد شرقی، مراد طاهباز و دو زندانی دیگر که نامی از آنها برده نشده‌است، براساس توافق صورت گرفته میان ایران و ایالات متحده آمریکا، ۲۷ شهریور ۱۴۰۲ از ایران خارج شدند و به دوحه رسیده و راهی آمریکا شدند.